# VIPRE
VIPRE – marka oprogramowania zabezpieczającego należąca do przedsiębiorstwa J2 Global.
Firma została założona w 1994 roku jako Sunbelt Software, a marka VIPRE powstała w 2008 roku. W 2010 roku firma została przejęta przez przedsiębiorstwo GFI Software. W 2013 roku marka VIPRE stała się częścią ThreatTrack Security, a w 2018 roku została nabyta przez J2 Global.
Dawne przedsiębiorstwo Sunbelt Software opracowało już nierozwijany program antyspyware CounterSpy, który był ówcześnie uznawany za jedną z najlepszych aplikacji w swej kategorii.